# Midosuji-lijn
De Midōsuji-lijn (御堂筋線;Midōsuji-sen) is een van de lijnen van de Metro van Osaka in Japan. De Midōsuji-lijn is de oudste en de drukste lijn van het metronetwerk van Osaka. De lijn is 24,5 km (zonder het station Kitakyu) en 30,4 km (tot aan Kitakyu.)
De lijn werd genoemd naar de Midōsuji-laan, een belangrijke noord-zuidverbinding in Osaka. Het merendeel van de lijn loopt onder de Midosuji-laan , buiten het deel ten noorden van Nakatsu, daar loopt de lijn bovengronds op de middenberm van de Shin-midōsuji, een autosnelweg.
Het deel tussen de stations Senri-chūō en Esaka wordt uitgebaat door de Kita-Osaka Kyuko Railway. Er is echter geen verschil met de rest de van de lijn.
De Midosuji-lijn heeft een halte bij Dotonbori, een van de belangrijkste toeristische attracties van Osaka.

## Geschiedenis
Het eerste deel van de lijn opende in 1933, tussen de stations Umeda en Shinsaibashi en men begon met één rijtuig per rit. De metrolijn maakte deel uit van een werkverschaffingsproject van de lokale overheid om de hoge werkloosheid in de stad te bestrijden. Het bouwen ging met vallen en opstaan, daar de meeste arbeiders niet gekwalificeerd waren. De lijn werd zowel voor als na de Tweede Wereldoorlog geleidelijk uitgebreid tot het zijn huidige lengte bereikte in 1987. Sinds 1996 gebruikt men tien rijtuigen per rit.
Chronologie:
- 20 mei 1933 - Umeda (tijdelijk station) - Shinsaibashi
- 6 oktober 1935 – opening van het huidige Station Umeda.
- 30 oktober 1935 - Shinsaibashi - Namba
- 21 april 1938 - Namba - Tennoji
- Constructie werd stilgelegd tijdens de Tweede Wereldoorlog.
- 20 december 1951 - Tennoji - Showacho
- 5 oktober 1952 - Showacho - Nishitanabe
- 1 juli 1960 - Nishitanabe - Abiko
- 1 september 1964 - Umeda - Shin-Osaka
- 24 februari 1970 - Shin-Osaka - Esaka (Kita-Osaka Kyuko Railway (station Kitakyu) opende op dezelfde dag.)
- 18 april 1987 - Abiko - Nakamozu

## Stations
| Nummer        | Station                  | Japans     | Verbindingen | Stad     | Wijk         |
| ------------- | ------------------------ | ---------- | --- | -------- | ------------ |
| Namboku-lijn  |                          |            | |          |              |
| M08           | Senri-Chūō               | 千里中央   | Osaka Monorail | Toyonaka | Toyonaka     |
| M09           | Momoyamadai              | 桃山台     | | Suita    | Suita        |
| M10           | Ryokuchikōen             | 緑地公園   | | Toyonaka | Toyonaka     |
| Midosuji-lijn |                          |            | |          |              |
| M11           | Esaka                    | 江坂       | | Suita    | Suita        |
| M12           | Higashi-Mikuni           | 東三国     | | Ōsaka    | Yodogawa-ku  |
| M13           | Shin-Ōsaka               | 新大阪     | JR Central: Tokaido Shinkansen JR West: Sanyo Shinkansen en de JR Kioto-lijn (Tokaido-lijn) | Ōsaka    | Yodogawa-ku  |
| M14           | Nishinakajima-Minamigata | 西中島南方 | Hankyu: Kioto-lijn (Station Minamikata) | Ōsaka    | Yodogawa-ku  |
| M15           | Nakatsu                  | 中津       | | Ōsaka    | Kita-ku      |
| M16           | Umeda                    | 梅田       | Metro van Osaka: ■Tanimachi-lijn (Station Higashi-Umeda) (T20), ■Yotsubashi-lijn (Station Nishi-Umeda) (Y11) JR West: JR Kioto-lijn, JR Kobe-lijn, Fukuchiyama-lijn, Osaka-ringlijn (Station Osaka), JR Tozai-lijn (Station Kita-Shinchi) Hankyu: Kōbe-lijn, Takarazuka-lijn, Kioto-lijn (Station Umeda) Hanshin: Hanshin-lijn (Station Umeda) | Ōsaka    | Kita-ku      |
| M17           | Yodoyabashi              | 淀屋橋     | Keihan: Keihan-lijn en de Nakanoshima-lijn (Station Oebashi) | Ōsaka    | Chūō-ku      |
| M18           | Hommachi                 | 本町       | Metro van Osaka: ■Chūō-lijn(C16) en ■Yotsubashi-lijn (Y13) | Ōsaka    | Chūō-ku      |
| M19           | Shinsaibashi             | 心斎橋     | Metro van Osaka: ■Nagahori Tsurumi-ryokuchi-lijn (N15) en ■Yotsubashi-lijn (Station Yotsubashi: Y14) | Ōsaka    | Chūō-ku      |
| M20           | Namba                    | なんば     | Metro van Osaka: ■Sennichimae-lijn (S16) en ■Yotsubashi-lijn (Y15) Nankai: Nankai-lijn en de Koya-lijn Kintetsu: Kintetsu Namba-lijn (Station Kintetsu Namba) JR West: Yamatoji-lijn (Station Namba) | Ōsaka    | Chūō-ku      |
| M21           | Daikokuchō               | 大国町     | Metro van Osaka: ■Yotsubashi-lijn(Y16) | Ōsaka    | Naniwa-ku    |
| M22           | Dōbutsuen-mae            | 動物園前   | Metro van Osaka: ■Sakaisuji-lijn(K19) JR West: Osaka-ringlijn en de Yamatoji-lijn (Station Shin-Imamiya) Nankai: Nankai-lijn en de Koya-lijn (Station Shin-Imamiya) Hankai: Hankai-lijn (halte Minamikasumicho) | Ōsaka    | Nishinari-ku |
| M23           | Tennōji                  | 天王寺     | Metro van Osaka: ■Tanimachi-lijn(T27) JR West: Osaka-ringlijn, Yamatoji-lijn en de Hanwa-lijn Kintetsu: Minami-Ōsaka-lijn (Station Osaka Abenobashi) Hankai: Hankai Uemachi-lijn (halte Tennoji-eki-mae) | Ōsaka    | Abeno-ku     |
| M24           | Showachō                 | 昭和町     | | Ōsaka    | Abeno-ku     |
| M25           | Nishitanabe              | 西田辺     | | Ōsaka    | Abeno-ku     |
| M26           | Nagai                    | 長居       | JR West: Hanwa-lijn | Ōsaka    | Sumiyoshi-ku |
| M27           | Abiko                    | あびこ     | | Ōsaka    | Sumiyoshi-ku |
| M28           | Kita-Hanada              | 北花田     | | Sakai    | Kita-ku      |
| M29           | Shin-Kanaoka             | 新金岡     | | Sakai    | Kita-ku      |
| M30           | Nakamozu                 | なかもず   | Nankai: Koya-lijn Semboku: Semboku-lijn | Sakai    | Kita-ku      |